# Gabuswetan (plaats)
Gabuswetan is een bestuurslaag in het regentschap Indramayu van de provincie West-Java, Indonesië. Gabuswetan telt 5850 inwoners (volkstelling 2010).